# Marcel Poblome
Marcel Poblome (* 1. Februar 1921 in Tourcoing; † 17. Juli 2009 in Gorcy) war ein französischer Fußballspieler.

## Leben
Beim französischen Verein US Tourcoing spielte Poblome in der Position des Mittelstürmers. Des Weiteren spielte er bei den Vereinen von Excelsior AC Roubaix, FC Nancy, Toulouse FC  und AS Monaco. 
Sein Einsatz im Coupe-de-France-Finale 1944 brachte ihm den Spitznamen „Tête d'Or“ (dt.: Goldkopf) ein. Poblome starb 2009 im Alter von 88 Jahren.

## Spielerkarriere
- Excelsior AC Roubaix (1942–1943)
- É.F. Nancy-Lorraine (1943–1944)
- Excelsior AC Roubaix (1944–1945)
- FC Nancy (1945–1948)
- Toulouse FC (1948–1950)
- AS Monaco (1950–1951)
- US Le Mans (1951–1952)